# Димитър Цухлев
Димитър Николов Цухлев е български историк.

## Биография
Роден е на 25 декември 1864 година в Лясковец. През 1884 година завършва Петропавловската духовна семинария в родния си град. За кратко е учител в Солунската българска мъжка гимназия, а през 1889 година завършва история в Санктпетербургската духовна академия.
През следващите години Цухлев е учител в Търново (1890 – 1892), Русе (1892), Сливен (1892 – 1897). През 1898 – 1900 година е директор на българското училище в Браила. След това отива във Видин, където е учител в девическото училище (1900 – 1903) и мъжката гимназия (1903 – 1911) и училищен инспектор (1911 – 1913). Изпратен е за кратко в Разград, но от 1914 до 1924 година отново е учител във Видин.
Димитър Цухлев е автор на двутомна „История на Българската църква“ – първото цялостно изследване в тази област, сочено и в наши дни като най-пълното разглеждане на разпространението на християнството в България. През 1910 година той предава ръкописа на Светия синод с молба да бъде публикуван – първият том е издаден през следващата година, но вторият е изгубен. По-късно пише автобиографията „Моят живот“, а в края на живота си и издадената посмъртно „История на града Видин и неговата област“.
Димитър Цухлев умира на 13 август 1932 година във Видин.

## Семейство
Цухлев е женен за полуиталианката Евгения Горини, с която имат 3 синове и 2 дъщери.
Техният син Николай Цухлев учи стоматология в Киев, където се оженва за Мария Добромирова (или Драгомирова) – полубългарка, внучка на генерал Михаил Добромиров (или Драгомиров), участвал в Руско-турската война от 1877 – 1878 г. Д-р Цухлев се завръща във Видин, заедно със съпругата си и едногодишната си дъщеря, през 1915 г. Скоро е мобилизиран и загива в Първата световна война. Имат 2 дъщери: Лидия (родена в Киев) – завършва Художествената академия и добива известност като природолечителка, и Евгения (родена във Видин) – завършва философия в Софийския университет.